# Солњечни (Краснојарска Покрајина)
Солњечни (рус. Солнечный, раније Ужур-4), је градић у Русији у Краснојарској Покрајини. Налази се на широј града Ужур. Удаљеност од Краснојарска износи 301 км.
Солњечни је основан 1965, а 1992. је добио статус града. Градски округ се простире на 2,49 км² и према попису становништва из 2014. у граду је живело 9.850 становника.
Актуелни начелник града је Јуриј Фјодорович Недељко.

## Становништво
Према прелиминарним подацима са пописа, у граду је 2014. живело 9.850 становника.
| 2002.  | 2010. | 2012.  | 2013.  | 2014. |
| ------ | ----- | ------ | ------ | ----- |
| 10.809 | 9,850 | 10,384 | 10,203 | 9,975 |